# Barbora Celjská
Barbora Celjská (slovinsky Barbara Celjska, maďarsky Cillei Borbála; 1392, Celje – 11. července 1451, Mělník) byla druhá manželka Zikmunda Lucemburského, a takto římská císařovna a uherská a česká královna. Skrze jejich dceru Alžbětu její krev dodnes koluje v žilách většiny evropských šlechtických dynastií.

## Život

### Dětství
Narodila se jako dcera hraběte Heřmana II. Celjského a Anny ze Schaunbergu. Její otec byl straníkem Zikmunda Lucemburského, jeho otci Karlovi IV. vděčili Celjští za potvrzení povýšení mezi hrabata. Díky svým vztahům s předchozím uherským králem Ludvíkem byli příbuzensky spřízněni s uherským dvorem.

### Sňatek
Zikmund Lucemburský ovdověl roku 1395 a k novému sňatku se nijak neměl. Svatba s Barborou byla dílem uherských magnátů, kteří jej roku 1401 zajali. Zazlívali mu obsazování zemských úřadů cizinci a nemravný život. Heřman Celjský mu pomohl ze zajetí zásnubami s Barborou a druhou dceru Annu provdal za Mikuláše Gorjanského. Samotný obřad se konal zřejmě v listopadu 1405. Barbaře bylo patnáct a Zikmundovi čtyřicet let. Přes věkový rozdíl tvořili jeden z nejkrásnějších párů tehdejší Evropy. Barbora vynikala neobyčejnou krásou, bílou pletí a štíhlým vzrůstem. Zrzavý a velmi mužný Zikmund byl jejím důstojným protějškem. Za měsíc po svatbě 6. prosince téhož roku byla Barbora ve Stoličném Bělehradě korunována.

### Manželství
Zikmund přiznal Barboře rozsáhlé věnné statky, s jejichž správou jí zpočátku pomáhal otec. 12. prosince 1408 založili manželé Dračí řád jehož členové v zakládací listině přislíbili, že budou věrní a poslušní nejen Zikmundovi, ale i Barboře a případnému potomstvu. Krom obrany práv Zikmundovy rodiny byl řád namířen proti pohanům systematicky útočícím na uherské království.
Roku 1409 se narodila dcera Alžběta. Tehdy se ještě nedalo tušit, že Alžběta bude potomkem jediným. Roku 1411 ji Zikmund zasnoubil se čtrnáctiletým Albrechtem Habsburským.
Barbora se v letech následujících stala Zikmundovou oporou, zprostředkovala smír s polským králem a byla schopná Zikmunda zastupovat v době jeho nepřítomnosti v království. Na podzim roku 1414 se na Zikmundovo přání vydala na území říše, kde byla v Cáchách 8. listopadu korunována římskou královnou. Po korunovaci následovala účast na Kostnickém koncilu, kam dorazili na Vánoce a v jejich doprovodu byla i Barbořina sestra Alžběta. Barbora setrvala v Kostnici do půlky června 1415, kdy se vrátila do Uher.

### Roztržka manželů

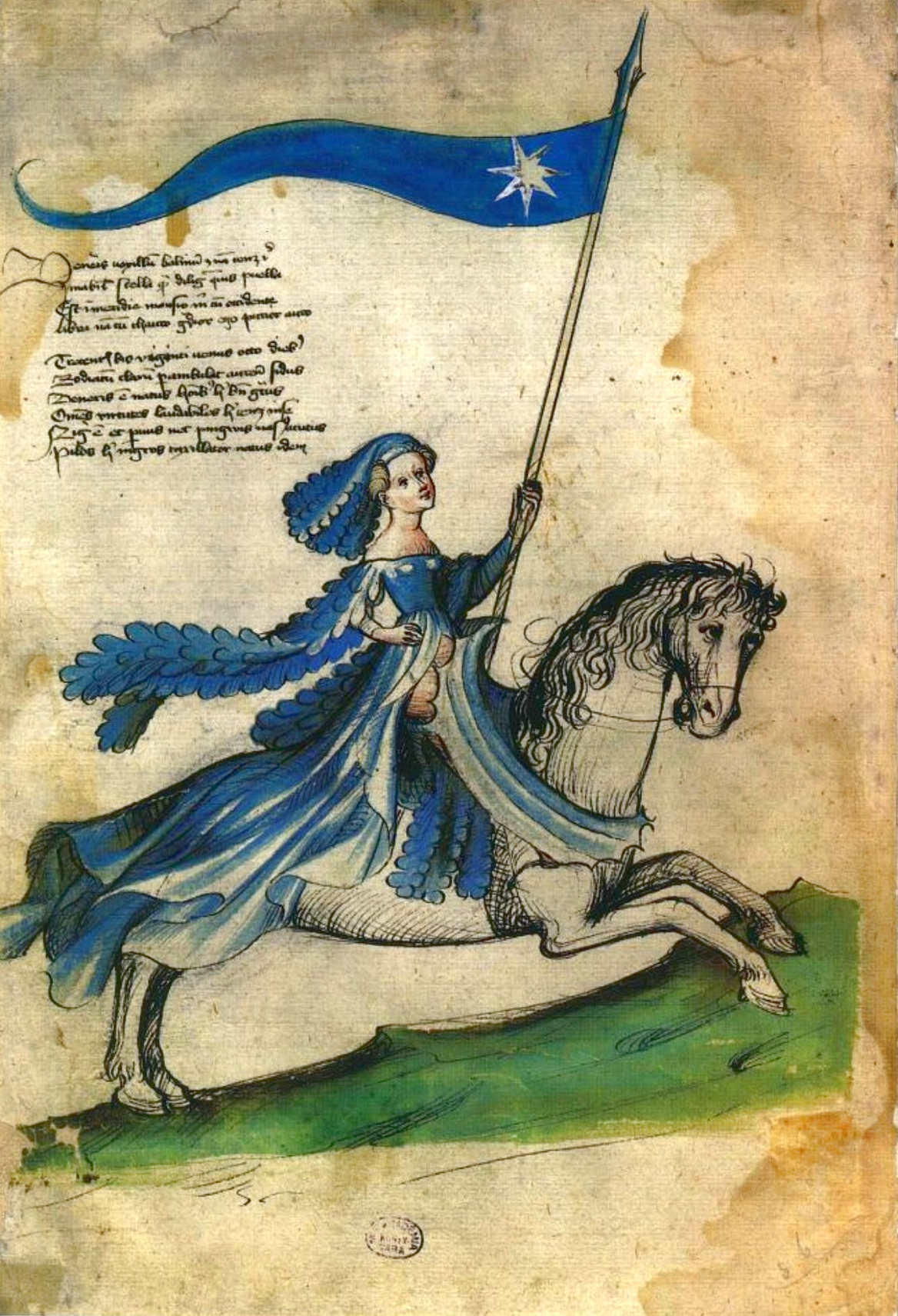
Barbora jako Venuše v Kyeserově spisu Bellifortis

Zikmund přijel do Uherska až v únoru 1419 a Barbora byla vykázána od královského dvora kvůli pomluvě. Podle kronikáře Eberharda Windeckeho zažívala pak i s dcerou bídu, neměla jídlo ani šatstvo. Manželská roztržka byla zažehnána na Vánoce 1419, kdy Barbora prý vkleče žádala Zikmunda o odpuštění a ten ji vzal na milost až poté, co o ni prosila i dcerka Alžběta. Až kronikáři v letech a stoletích následujících hovoří o nevěře a někteří byli přesvědčení, že za Barbořinou nemilostí byla její neschopnost zastávat post regentky. V každém případě šlo o manželský spor, protože Zikmund nadále zahrnoval přízní Barbořina otce Heřmana Celjského. Po usmíření Barbora společně s ovdovělou Žofii Bavorskou doprovázela manžela při pobytu v Čechách. Jeho pražské korunovace českým králem se nezúčastnila, byla tou dobou v Kutné Hoře.
Na jaře 1421 se manželé odebrali zpět do Uher, kde se jejich vztah urovnal. Roku 1422 provdali Alžbětu za Albrechta Habsburského. Roku 1429 doprovázela Barbora manžela na sněm do Lucku, kde se zúčastnila rokování i přesvědčování polského krále Vladislava, aby odsouhlasil korunovaci Vitolda litevským králem. O rok později Zikmund jmenoval Barboru opět regentkou a odjel do Německa a pak do Itálie za císařskou korunou. Barbora v čase jeho nepřítomnosti musela odolávat nájezdům husitských vojsk a dostala se do sporu s městy kvůli novoročním darům. Zikmund se vrátil do Uher roku 1434.

### Česká královna

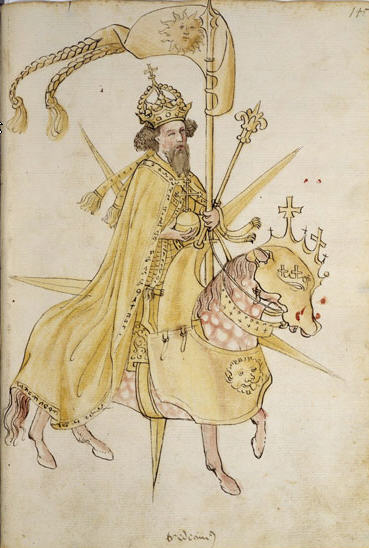
Zikmund Lucemburský

Roku 1436 se oba vydali do Čech, kde Barbora navázala kontakty s Hyncem Ptáčkem z Pirkštejna, Alešem Holickým ze Šternberka a spřátelila se také s Oldřichem z Rožmberka. Během pobytu v Praze povýšil Zikmund Barbořiny příbuzné do knížecího stavu, čímž si vysloužil hlasité protesty jejich lenního pána Fridricha Habsburského. 11. února 1437 byla Barbora v katedrále sv. Víta biskupem Filibertem korunována českou královnou a téhož dne dostala od manžela věnné statky českých královen. Následně měli manželé spor o budoucnost hrabství Gorice, šlo o sféru vlivu Celjských. Stárnoucí Zikmund se zřejmě nechal ovlivňovat dvorskou klikou okolo Kašpara Šlika a díky tomu vznikla i vážná manželská roztržka. Po dobytí hradu Sion se zhoršil Zikmundův zdravotní stav natolik, že se rozhodl k návratu do Uher.

### Úmrtí Zikmunda
Prst na noze zasáhla gangréna, amputovali mu jej a údajně po délce celou nohu rozřízli. V tomto stavu putoval císař do Znojma, kde 8. prosince zemřel. Těsně před svou smrtí nechal Barboru i s jejími dvorními dámami zatknout. Poslední výzkumy písemného materiálu naznačují, že nešlo o Barbořino spiknutí s utrakvisty proti nástupnictví zetě Albrechta, jak se po léta tradovalo. Zdá se, že za jejím zatčením stál samotný Albrecht. Barbora byla uvězněna, donucena podepsat, že se vzdává svého obrovského majetku a nějakou dobu strávila v polském exilu. Paradoxně posléze našla útočiště v Čechách, ve věnných městech českých královen. Po celou dobu se za její věc pral Hynek Ptáček z Pirkštejna.
„Žena, již stařena“, říká Eneáš Silvius, „pojala úmysl znovu se vdát, zapudila z mysli dceru, která vyrostla v naději na královský trůn a provdala se za rakouského vévodu Albrechta, a neuvažovala o ničem jiném než o radostech nového manželství.“
Tato slova popisují začátek roztržky mezi matkou a dcerou, která nastala po úmrtí Zikmunda. Obě, Barbora i Alžběta, si činily nárok na trůn a svedly o něj boj, který však Barbora prohrála. Odešla pak do svého věnného města Mělníka a až do své smrti se již politice nevěnovala. Poslední léta svého života se Barbora zabývala astrologií a alchymií. Známý český alchymista Jan z Lázu ji navštívil, aby si ověřil pověsti, které o ní kolovaly. To, co viděl, byly pokusy a triky na vysoké úrovni tehdejší alchymie. Další její rys, sexuální náruživost a žádostivost, vedly k pomluvám, že tráví život jako sultánka se svými milenci a pohrdá křesťanskou zdrženlivostí, mravními a náboženskými zákony.

### Úmrtí Barbory
Barbora Celjská se dožila okolo šedesáti let, což byl na tehdejší dobu vysoký věk; o osm let nakonec přežila i svou dceru Alžbětu. Zemřela v Mělníku během morové epidemie v roce 1451. Na poslední cestě ji doprovázeli i husitští kněží. Její důstojný pohřeb byl poslední poctou královně a křesťance, který částečně vyvracel její údajnou nemravnost a kacířství. Byla pohřbena v Martinické kapli v katedrále sv. Víta, její hrob se však do dnešních dnů nedochoval.

## Odraz v literatuře a umění

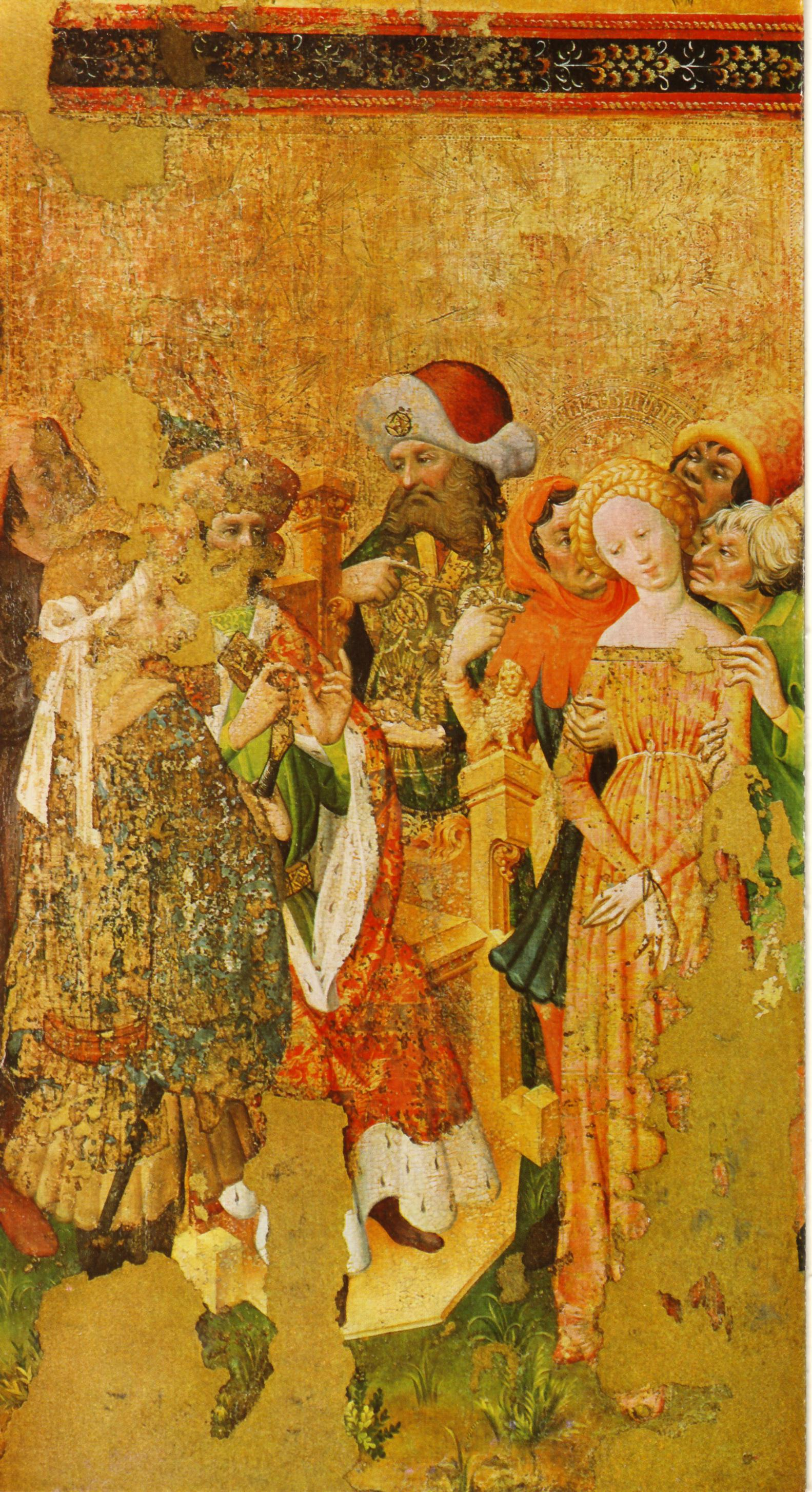
Oltář sv. Barbory z Kalanti

Do dějin vstoupila Barbora s pověstí poživačné bezbožné ženy, za což vděčí především tvrzení Eneáše Silvia Piccolominiho. V jeho šlépějích pokračoval i Jan Długosz, Hartmann Schedel a další. Johannes Cuspinianus přirovnal Barboru k římské Messalině a Johann Jakob Fugger označení královny poupravil na německou Messalinu a pod tímto označením přežila Barbora dodnes.
Z dochovaných zobrazení královny Barbory je nutné zmínit oltář sv. Barbory z finského Kalanti, který je považován za kryptoportrét Barbory i Zikmunda, který je zde se svou charakteristickou kožešinovou čepicí jako Barbořin otec. Oba jsou také na fresce Mistra Václava v Mariánské kapli v italském Riffianu z roku 1415 a Barbora zde má stejný účes jako na oltáři z Kalanti. Zdá se, že je Barbora zobrazena i na centrálním panelu Gentského oltáře v části Klanění se beránkovi jako vedoucí postava mučednic. Barbořina účast na Kostnickém koncilu zanechala stopu v Richentalově kronice a také v perokresbách ze života Richarda Beauchampa, hraběte z Warwicku. Jako půvabná Venuše je zobrazena v díle Bellifortis Konrada Kyesera.